# Waldmünchen
Waldmünchen là một town tại huyện Cham, bang Bayern nước Đức. Đô thị Waldmünchen có diện tích 101,16 km², dân số thời điểm ngày 31 tháng 12 năm 2006 là 7157 người. Đô thị này tọa lạc gần viên giới với Cộng hòa Séc, 18 km về phía bắc Cham, và 18 km về phía tây nam của Domažlice.